# غربتی‌ها
غربتی‌ها فیلمی به کارگردانی جمشید ورزنده و نویسندگی میلاد محصول سال ۱۳۵۶ ایراناست.

## خلاصه داستان
شب ازدواج حبیب با مریم، خواهر حیدر، یک گروه شادمانی غربتی وارد شهر می‌شوند و بی بی، که دایهٔ حبیب و خواهرش گلی بوده، به حبیب اطلاع می‌دهد که خواهرش بازیگر گروه نمایشی است. حبیب جشن عروسی اش را ترک می‌کند و پس از دیدار با گلی او را به مرشد می‌سپارد. از یک طرف دیگر حیدر به دنبال حبیب می‌گردد. حیدر گمان می‌برد که حبیب باعث آبروریزی او و خواهرش شده و قرار است که با گلی ازدواج کند. قاسم توسط یکی از افرادش خانهٔ مرشد را می‌یابد و با افرادش مرشد را به سختی مضروب می‌کنند و حبیب را به قتل می‌رسانند. حیدر دستگیر و، پس از بازپرسی، آزاد می‌شود. گلی به تصور این که حیدر قاتل حبیب است برادر دیگرش مهدی را، بی آن که نسبت خانوادگی خود را فاش سازد، به جان حیدر می‌اندازد، و از قاسم نیز می‌خواهد که برای خاطر او حیدر را به سزای اعمالش برساند؛ اما قاسم و افرادش مهدی را مضروب می‌کنند و حیدر به او کمک می‌کند، و گلی فاش می‌کند که حبیب و مهدی برادرهای او هستند. سرانجام حیدر در می‌یابد که قاتل حبیب کسی جز قاسم نیست. مهدی و حیدر او را به دام مأموران پلیس می‌اندازند، و حیدر و گلی به سفر می‌روند.

## بازیگران
- بهمن مفید
- شهناز تهرانی
- حسین گیل
- علی آزاد
- محمدتقی کهنمویی
- حسین شهاب
- رضا حاجیان
- ملیحه نصیری
- پروین سلیمانی
- گیتی فروهر
- گیلدا نوری
- مهدی فخیم زاده